# Jeldar Kajratow
Jeldar Kajratow (ur. 25 stycznia 1988) – kazachski zapaśnik w stylu klasycznym. Brązowy medal na mistrzostwach Azji w 2012. Brązowy medalista mistrzostw świata juniorów w 2008 roku.